# トアテリウム
トアテリウム（ラテン語: Thoatherium「活動的で俊敏な獣」の意）とは、かつて中新世の南アメリカに生息していた蹄を持った動物の一種のこと。

## 概要
中新世前期から中期にかけ、南米一帯に生息した滑距目の動物で、プロテロテリウムのなかまである。草食性で小型の馬のような姿であった。
注目すべきは指の進化で、走ることへの適応のため既に一本指を獲得しており、これは現生のウマ科のプリオヒップスが一本指を獲得するより1200万年も早い進化で、これもひとつの収斂進化と呼べる。

## 形態
トアテリウムは、蹄は一つで第3指（中指）以外の指は完全に退化しており、現在のウマ科に似ているが、小柄で、肩高は約50cmしかない。この点では、ガゼルに似ているかもしれない。